# Chirurgia plastyczna

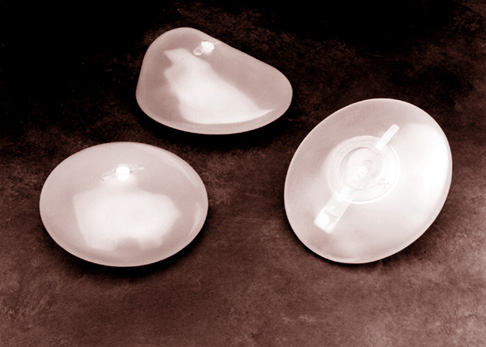
Silikonowo-żelowe implanty do piersi

Chirurgia plastyczna (rekonstrukcyjna lub estetyczna) – dziedzina medycyny zajmująca się rekonstrukcją wad wrodzonych i nabytych ciała, korektą rzeczywistych lub odczuwanych defektów ciała. Jest to dziedzina medycyny zajmująca się leczeniem oparzeń, oraz chirurgią ręki zarówno wad wrodzonych, jak i urazami ręki a szczególnie replantacjami urazowych amputacji.

## Zakres
Zalicza się tu także ogromny wachlarz chirurgicznych i niechirurgicznych zabiegów estetycznych. Chirurgia plastyczna jest więc związana ściśle z chirurgią dziecięcą, neurochirurgią, laryngologią, chirurgią szczękowo-twarzową, okulistyką, traumatologią, ortopedią oraz równie ważnymi jak fizjologia, patologia, immunologia, rehabilitacja, psychologia, psychiatria.

## Historia
Proste techniki plastyczne były znane już w I w.n.e., polegały na zabiegach z oczami. W XV w. Heinrich von Pfolspeundt opisał zabieg, w którym odnowił nos psu. Podobno wyciął kawałek skóry z jego ramienia i umieścił w okolicach nosa. Jednak wszystkie tak wczesne techniki były niezbyt skuteczne i mogły zakończyć się zakażeniem. W 1827 pierwszy amerykański chirurg plastyczny John Peter Mettauer przeprowadził, używając wynalezionych przez siebie narzędzi chirurgicznych, operację rozszczepu podniebienia.
Ważny dla rozwoju chirurgii plastycznej był okres I i II wojny światowej; potrzeby dziesiątek tysięcy rannych żołnierzy wymagały wówczas rozwinięcia pionierskich technik operacji plastycznych.

## W Polsce
Na przełomie XIX i XX wieku chirurgią plastyczną i korekcyjną zajmował się chirurg i pionier ortopedii dr Antoni Gabryszewski. W 1951 dr Stanisław Michałek-Grodzki (prekursor chirurgii plastycznej w Polsce) otworzył w Polanicy-Zdroju, w szpitalu św. Antoniego, pierwszy w Polsce oddział tej specjalności, przeznaczony głównie dla chorych z wrodzonymi i nabytymi zniekształceniami, m.in. z okresu wojny. Po śmierci dr Michałka-Grodzkiego, 7 października 1951 ordynatorem oddziału, a od 1953 dyrektorem szpitala (od 1958 – Wojewódzkiego Szpitala Chirurgii Plastycznej) w Polanicy został jego asystent dr Michał Krauss. Opracował on plan rozwoju chirurgii plastycznej w Polsce, zakładając zorganizowanie Kliniki Chirurgii Plastycznej (z Centrum Medycznego Kształcenia Podyplomowego), którą powołano w 1972 na bazie Wojewódzkiego Szpitala Chirurgii Plastycznej w Polanicy, lecz już w 1976 przeniesiono do Warszawy. Ordynatorem oddziału chirurgii plastycznej i dyrektorem szpitala w Polanicy został dr med. Kazimierz Kobus, który rozwinął metody leczenia. W Warszawie nowy zespół kierowany przez prof. M. Kraussa rozwijał działalność kliniczną, dydaktyczną i naukową m.in. obok dotychczasowych specjalności chirurgię ręki, leczenie oparzeń i mikrochirurgię. M. Krauss był współtwórcą i pierwszym prezesem Polskiego Towarzystwa Chirurgii Plastycznej i Rekonstrukcyjnej.
Zakres tej specjalizacji obejmuje diagnostykę i leczenie ostrych i przewlekłych stanów chorobowych wrodzonych i nabytych, związanych ze zniekształceniami i ubytkami funkcji, powstałych w wyniku urazu, choroby przewlekłej, procesów degeneracyjnych i starzenia się.
W Polsce chirurgia plastyczna i rekonstrukcyjna stanowi specjalizację lekarską o nazwie chirurgia plastyczna, która trwa 6 lat (2 lata modułu podstawowego z chirurgii ogólnej i 4 lata modułu specjalistycznego z chirurgii plastycznej). Jest to jedna z wzajemnie uznawanych specjalizacji w krajach Unii Europejskiej. Konsultantem krajowym chirurgii plastycznej od 9 listopada 2016 roku jest prof. dr hab. n. med. Jerzy Bernard Strużyna.

## Zmiany wymagające operacji rekonstrukcyjnych i plastycznych
Operacji wymagają:
- nowotwory złośliwe powłok, zwłaszcza skóry twarzy, kończyn
- świeże obrażenia ciała, zwłaszcza głowy, twarzy, kończyn
- głębokie i rozległe oparzenia skóry
- przewlekłe, otwarte, ziarniste ubytki tkanek
- wady wrodzone, zwłaszcza twarzy (rozszczepienie wargi)
- amputacje, oskalpowania, przerwanie ścięgien
- zniekształcenia pochorobowe, pourazowe, pooperacyjne, natury estetycznej